# Relaciones Estados Unidos-Vanuatu
Las relaciones Estados Unidos-Vanuatu son las relaciones diplomáticas entre Estados Unidos y Vanuatu. Estados Unidos y Vanuatu establecieron relaciones diplomáticas el 30 de septiembre de 1986, tres meses después del día en que Vanuatu había establecido relaciones diplomáticas con la Unión Soviética. Las relaciones a menudo eran tensas en la década de 1980, bajo la ministra principal del Padre Walter Lini en Vanuatu, pero luego se relajaron. En la actualidad, las relaciones bilaterales consisten principalmente en la ayuda estadounidense a Vanuatu y son cordiales.

## 1980s

### Relaciones tempranas y tensiones
Vanuatu obtuvo su independencia de Francia y Reino Unido en 1980 y, bajo el liderazgo del Primer Ministro Walter Lini, se dispuso a establecer su propia  política exterior  como un estado recientemente independiente. Lini, un  anglicano pastor, forjó la doctrina del socialismo melanesio y basó la política exterior de su gobierno en el Movimiento de Países No Alineados y en el apoyo a movimientos de independencia en todo el mundo: desde el lejano Sahara Occidental hasta el vecino Nueva Caledonia. Vanuatu en la década de 1980 fue único en Oceanía, ya que resistió la alineación con el bloque occidental en las etapas agonizantes de la Guerra Fría. El país se unió al Movimiento No Alineado en 1983 y estableció relaciones diplomáticas oficiales con Cuba (1983) y la Unión Soviética (junio de 1986) antes de hacer lo mismo con los Estados Unidos (septiembre de 1986). Vanuatu mantuvo relaciones cordiales con los países tanto en  Este como en el Oeste.
En 1986, Vanuatu condenó el 1986 bombardeo de Libia por los Estados Unidos. Lini le escribió al Coronel Muammar Gaddafi para expresar sus condolencias, especialmente por la muerte de la hija de 15 meses de Gaddafi, y su consternación de que "las bombas de una superpotencia han llevado vidas inocentes". Barak Sopé agregó que "los Estados Unidos estaban equivocados, se comportaron como  terroristas y agresores", y que "la CIA está involucrada en todo tipo de actividades similares. En Nicaragua, los estadounidenses están apoyando a los terroristas".
Estas declaraciones marcaron el punto más bajo en las relaciones de los EE. UU.-Vanuatu.
En enero de 1987, el Primer Ministro Walter Lini y el ministro de Asuntos Exteriores Sela Molisa visitaron Washington D. C.. Lini tenía previsto reunirse con el presidente Ronald Reagan, pero fue golpeada por hemorragia cerebral poco después de llegar a los Estados Unidos. En cambio, Molisa se reunió con el Secretario de Estado de los Estados Unidos George Shultz. Los dos hombres discutieron principalmente sobre las relaciones entre la Unión Soviética y las Relaciones de Vanuatu, que preocupaban al gobierno de los Estados Unidos y buscaron entablar una amistad entre los Estados Unidos y Vanuatu. Shultz declaró que la reunión había sido "cordial", mientras que Molisa elogió su conocimiento de los problemas del Pacífico. En abril, Vanuatu autorizó a los barcos estadounidenses a pescar en la zona económica exclusiva de Ni-Vanuatu Zona Económica Exclusiva, junto a los barcos soviéticos. En mayo, Vernon A. Walters, embajador de Estados Unidos ante las Naciones Unidas, visitó Vanuatu.
En 1991, Lini perdió el cargo después de once años al frente del gobierno de ni-Vanuatu. Las relaciones entre Washington y Port-Vila siguieron siendo infrecuentes pero en su mayoría cordiales.

### ayuda estadounidense
Entre 1977 y 1987, Vanuatu recibió poco menos de $ 3 millones de la Agencia de los Estados Unidos para el Desarrollo Internacional (USAID), incluidos proyectos centrados en ayudar a la transición a la gestión de plantaciones indígenas. En junio de 1994, la oficina regional de USAID ubicada en  Suva, Fiyi, se cerró debido a los recortes presupuestarios del Gobierno de los Estados Unidos. El ejército de los Estados Unidos mantiene vínculos de entrenamiento y lleva a cabo proyectos de asistencia ad hoc en Vanuatu.

## 1990s
Después de las  1991,  francófono Unión de Partidos Moderados se convirtió en el partido dominante en el Parlamento, y Maxime Carlot Korman se convirtió en el Primer ministro francófono del país. Él "invirtió el apoyo inequívoco [del país] al  Frente de Liberación Nacional de Kanak en Nueva Caledonia, sus  enemistad sistemática hacia Francia, su flirteo con regímenes radicales, y su postura pacíficamente libre de armas nucleares antiamericanos ". Los francófonos mantuvieron el poder, bajo Carlot Korman o Serge Vohor, hasta 1998.

## 2000s
En marzo de 2006, la Corporación del Desafío del Milenio de los Estados Unidos firmó un acuerdo de cinco años por $ 65.69 millones con el Acuerdo de Vanuatu. Se espera que el Programa del Desafío del Milenio aumente el ingreso promedio per cápita en un 15% dentro de cinco años y tenga un impacto directo en las vidas de más de 65,000 de los pobres rurales en Vanuatu.
Vanuatu identificó la [infraestructura de transporte] costosa y no confiable como un impedimento importante para el crecimiento económico. Para superar esta restricción, el Compacto consta de hasta once proyectos de infraestructura, incluidos caminos, muelle s, una pista de aterrizaje y almacenes, que ayudarán a los productores agrícolas rurales pobres. y los proveedores de bienes y servicios relacionados con el turismo reducen los costos de transporte y mejoran el acceso a los servicios de transporte. El Pacto también incluye esfuerzos de fortalecimiento institucional e iniciativas de reforma de políticas en el Departamento de Obras Públicas de Vanuatu, que incluyen: el suministro de plantas y equipos para el mantenimiento; introducción de contratos de desempeño del servicio; establecimiento de planes de mantenimiento de la comunidad local; y la introducción de las tarifas de los usuarios.
Los Estados Unidos también siguen siendo un importante contribuyente financiero a las organizaciones internacionales y regionales que asisten a Vanuatu, incluido el Banco Mundial, UNICEF, OMS, Fondo de las Naciones Unidas para las Actividades de Población y el Banco Asiático de Desarrollo.
En 1989, los Estados Unidos concluyeron un acuerdo del Cuerpo de Paz con Vanuatu. El Cuerpo de Paz tiene actualmente más de 80 voluntarios en el país. Los Estados Unidos también proporciona asistencia de entrenamiento militar.

## Relaciones militares
Antes de la independencia de Vanuatu, los Estados Unidos mantenían una gran base naval en Luganville, en el entonces Nueva Hébridas, durante la Segunda Guerra Mundial, que albergaba a aproximadamente 250.000 soldados. En junio de 2018,  Presidente Tallis Obed Moses solicitó que los Estados Unidos consideren restablecer una base militar en Vanuatu.

## Funcionarios de la Embajada de los Estados Unidos
- Embajador - Leslie Rowe (residente en Port Moresby, Papúa Nueva Guinea)
- Jefe Adjunto de Misión - Tom Weinz
- Director de país del Cuerpo de Paz - Keith Honda
- Director nacional del Reto del Milenio - Jeffry Stubbs

## Misiones diplomáticas
La Embajada de los Estados Unidos en Papúa Nueva Guinea mantiene un sitio web dedicado a las relaciones con Vanuatu en http://www.usvpp-vanuatu.org.